# Eddie Marsan
Edward Maurice Charles „Eddie” Marsan (ur. 9 czerwca 1968 w Londynie) – brytyjski aktor filmowy i telewizyjny.

## Życiorys
Kształcił się w Mountview Academy of Theatre Arts oraz w Academy of the Science of Acting & Directing założonej przez Sama Kogana, stając się później patronem tej szkoły. Jako aktor telewizyjny debiutował na początku lat 90. epizodycznymi rolami w serialach. W ciągu kolejnych lat zaczął regularnie grywać w produkcjach telewizyjnych i filmowych.
Wystąpił w takich filmach jak Gangster No. 1, Gangi Nowego Jorku, 21 gramów, Iluzjonista, Miami Vice i V jak Vendetta. Zagrał jedną z głównych ról w Hancocku, a także inspektora Lestrade’a w produkcjach Sherlock Holmes oraz Sherlock Holmes: Gra cieni. Wcielał się w postacie historyczne: Ludwiga Guttmanna i Johna Housemana. W 2012 grał krasnoluda Duira w Królewnie Śnieżce i Łowcy, rok później pojawił się w Jacku pogromcy olbrzymów jako jeden z antagonistów. W 2013 dołączył do głównej obsady serialu Ray Donovan w roli Terry’ego Donovana, jednego z braci tytułowego bohatera. W 2018 wcielił się w postać Paula Wolfowitza w filmie Vice.

## Filmografia
- 2000: Gangster No. 1
- 2002: Gangi Nowego Jorku
- 2003: 21 gramów
- 2004: Vera Drake
- 2005: Beowulf – Droga do sprawiedliwości
- 2005: Podróż do Nowej Ziemi
- 2005: The Headsman
- 2005: Życie ukryte w słowach
- 2006: Iluzjonista
- 2006: Miami Vice
- 2006: Mission: Impossible III
- 2006: Sześćdziesiąty szósty
- 2006: V jak vendetta
- 2008: Hancock
- 2008: Happy-Go-Lucky, czyli co nas uszczęśliwia
- 2009: Sherlock Holmes
- 2008: Me and Orson Welles
- 2010: Law & Order: UK
- 2010: Londyński bulwar
- 2010: Uprowadzona Alice Creed
- 2011: Czas wojny
- 2011: Sherlock Holmes: Gra cieni
- 2012: I, Anna
- 2012: Królewna Śnieżka i Łowca
- 2012: The Best of Men
- 2013: Filth
- 2013: Jack pogromca olbrzymów
- 2013: Ray Donovan
- 2013: Still Life
- 2013: The World’s End
- 2018: Vice
- 2019: Szybcy i wściekli: Hobbs i Shaw[3]